# フィルムエストTV
フィルムエストTV（FilmestTV）は、日本のYouTuberグループである。

## 概要
2014年（平成26年）よりYouTubeに動画を公開している。当初は、にしいを筆頭に「面白いことがしたい」という友人らによるグループで「バラエティ番組風」の動画を作成。「大学の単位を落としたので記者会見をやってみた」というニュース番組風の動画は、50万回超再生される。2018年春以降は、グループメンバーがそれぞれ就職し動画を作る時間がとれなくなったことなどから、YouTubeの更新が止まっていた。
新型コロナウイルスの感染拡大時、にしいが「テレワーク」の昭和風ロゴをTwitterで公開したところ”絶妙な古さ”が反響を呼んだことから、現代の現象を昭和テイストな映像で表現することを思いつき、現代のニュースとしても成立する映像を志向した。「画の汚し方」と「当時っぽいフォント」、さらに「ステイ・ホーム」「ソーシャル・ディスタンス」のように、外来語には細かく中点（・）を挟むといった昭和時代特有の表現にディテールにもこだわっている。「80年代風テレワークCM」の動画は、「テレワーク」という新しい概念ながらも語感に懐かしさを覚えたことをきっかけに制作されたものだが、それに共感が拡がり、Twitterでは1.4万リツイート、2.8万いいねの反響を呼んだ。YouTubeでは昭和時代、(バブル期の)平成時代初期のニュース・情報番組を模した動画を中心に50本以上公開されており、架空の放送局である神戸テレビ放送（KTC）で放送されたという体で、内容に応じて「リアルナイトかんさい」「２時です！ワイドスタジオ」「ナイト23」など、番組のテイストが変えられている。また、動画が公開されると、実際に放送されたものではないにもかかわらず、「大阪の従兄弟の家で見ていた」等、如何にも実際に見ていたかのようなコメントが書き込まれることがある。
2021年1月、昭和時代のテレビ番組やその再現を愛するMBS毎日放送アナウンサーの福島暢啓とコラボして、「『MBSニュースライン』タピオカ抜き注文殺到問題」の動画を作成し、MBSのトークライブで公開され、YouTubeで100万回以上再生されている（2022年5月現在）。
2021年4月、ブラザー工業のエイプリルフール企画として「ビジネスインクジェット」「プリふれ模型店」のウェブCMを制作。以降もParamount+や東北楽天ゴールデンイーグルス、BESSといった企業とのコラボ動画が公開されている。
2024年3月、フィルムエストTV10周年を記念してトークライブが大阪にて実施された。
2024年6月、北海道テレビのディレクターである嬉野雅道の提案で同局の人気番組である『水曜どうでしょう』の前身という設定の『水曜!いかがでしょう』が公開された。1968年（昭和43年）に放送された番組という設定のため、映像はモノクロ、当時の時刻表も登場するなど、時代考証を忠実に再現し、SNS上で話題となった。
近年では、YouTubeチャンネルの枠を超えて放送局や別媒体のプラットフォームとコラボして作品を発表するなど、作品発表の場を拡張している。

## 友近サスペンス劇場
2023年6月に、友近とのコラボ作品「知りすぎた女」を公開した。これは、5回に分けて公開された長編作品である。
この縁もあって、更に友近の提案により、1980年代の2時間サスペンスを再現した『友近サスペンス劇場』が制作されることになり、以後シリーズ化すると共に、2時間サスペンス風の作品が複数展開されることになった。

### 第1弾『外湯巡りミステリー・道後ストリップ嬢連続殺人』
友近の地元である愛媛県を舞台に、全国でも珍しいという外湯巡りが楽しめる道後温泉周辺で起きる連続殺人事件の謎に迫る内容。
2024年9月13日に公開され、1時間半以上におよぶ長時間の動画であるにもかかわらず、公開から1ヶ月程度で345万回再生されるなど、話題となった。友近演じる雑誌ライター「黛京子」と、同じ愛媛県出身の芝大輔（モグライダー）演じる相棒のカメラマン「奥野茂」が、松山市内にあるストリップ劇場で発生したストリップ嬢殺人事件の真相を追うというものである。動画内で放送されているCMは、いずれも愛媛県内に実在する企業で、こちらも1980年代風のテイストで独自に製作されたものである。
更にYouTube動画としては異例の反響を見せており、以下のような動きが発生した。
- 2024年11月8日には、地域を盛り上げた作品とその地域を顕彰する「第15回ロケーションジャパン大賞」に、YouTube作品として初めて、本作および今治市（伯方島が、犯人を追い詰める崖のシーンなどで使用）がノミネートされた[13]。そして2025年2月20日の授賞式にて、「審査員特別賞」の受賞が発表され、やはりYouTube作品として初の快挙となった[14]。授賞理由としては「昭和のサスペンスドラマのような演出がなつかしさと新しさを生み、多くの視聴者を魅了した点が評価された」としている。
- 2024年12月29日の14時～16時、BS朝日（後述する、にしいが勤務する会社と同じテレビ朝日系列）にて、この動画が放送された[15]。放映においては本当のCM枠を挟みながら、パロディCMを含めた全編がノーカットで放映された。

### 第2弾
『道後ストリップ嬢連続殺人』の好評を受け、第2弾の制作が決定された。2025年7月14日に、舞台は石川県七尾市で、同年10月撮影、2026年初頭公開予定であることが発表された。『道後ストリップ嬢連続殺人』同様、黛京子（友近）と奥野（モグライダー芝）によるサスペンスとなる。

## 崖
2025年6月30日から、テレビ朝日とKDDIが共同展開するショートドラマアカウント【スキドラ】の企画として、友近サスペンス劇場の関連作品として『崖（がけ）』の配信が決定した。全6回で、2時間サスペンスのラストの定番である、崖で犯人を追い詰めるシーンだけを1回につき10分だけやるというものである。友近は、『道後ストリップ嬢連続殺人』同様、雑誌ライターの黛京子として出演する。犯人役として、内藤剛志、船越英一郎といった、2時間サスペンスや刑事ドラマでは犯人とは真逆の立場（刑事など）での出演が多い俳優が起用されているのも特徴である。なお、この作品には奥野（モグライダー芝）は登場しない。
こちらについては、テレビ朝日で、2025年8月3日4:00 - 4:30に、第1話から第3話の連続放送が決定した。フィルムエスト作品が地上波で放送されるのは、これが初めてとなる。関東ローカルでの放送であったが、放送終了後にTVerによる期間限定の見逃し配信が行われた。
- 第1話「ユーモアが生んだ悲劇!! ダジャレ殺人事件」（2025年6月30日配信） - 犯人役：星野真里（藤永由美役）、被害者役：小手伸也（由美の夫の、藤永昭役）・外波山文明（馬場警部役[注 5]）
- 第2話「無知が悲劇を呼ぶ!! アレの名前殺人事件」（2025年7月7日配信） -  犯人役：前原瑞樹（調理師の、国重洋一役）、被害者役：田渕正博（国重が働くレストランのオーナーシェフ、小鳥遊剛役）
- 第3話「扉に秘められた殺意!! 足挟むやつ殺人事件」（2025年7月14日配信） -  犯人役：内藤剛志（小山警部役）、被害者役：鬼倉龍大（葛城勉役）
- 第4話「承認欲求が招いた偽証!! 隣の人なら引越しましたけど殺人事件」（2025年7月28日配信） -  犯人役：内田慈（田中明美役）、被害者役：久具巨林（田中の隣に住む、鴻池清役）
- 第5話「狭小住宅に泣いた男!! 四畳半フォーク殺人事件」（2025年8月4日配信） -  犯人役：平埜生成（吉田正三役）、被害者役：堺小春（吉田の恋人の、半田南役）
- 第6話「名刑事の危険な愛情!! 崖大好き殺人事件」（2025年8月11日配信） -  犯人役：船越英一郎（海野警部役）、被害者役：たかお鷹（崖にリゾートホテル建設しようとした、都築京三役）

## 架空名作劇場
1987年から2004年に放送されていたという設定の刑事ドラマ風の「人情刑事 呉村安太郎」シリーズをテレビ東京にて（西井が勤務するテレビ朝日映像が制作協力）2週に渡って放送。放送終了後にTVerやLeminoなどでの見逃し配信、U-NEXTでの見放題配信を行う。
主演の刑事「呉村安太郎」を演じる名俳優「加賀美勲」として、平子祐希（アルコ&ピース）が出演。友近は呉村が通うバーのママ「大森真由美」を演じる女優「三篠慶子」として出演する。フィルムエストにとって、地上波での長編作品は初めてとなる。この他に、後述するフィルムエストの常連出演者である真山（第1話のフードデリバリー配達員役）や、増田樹乃（後述）も出演している。
西井は今作では監督や編集の他に、エンディングテーマ『陽炎』の歌唱も担当している（ドラマ上では「和泉清一」名義）。この歌唱中は、架空の俳優名（加賀美勲など）や架空のスタッフ・協力会社が流れるエンドロールになっている。その後で、本当の役者（平子など）とスタッフが表示される。
番組内では同番組に提供しているワイモバイル（ソフトバンクグループ）とのコラボレーションCMも併せて制作・放映された。第1話では香港映画風に、第2話では『ドリフ大爆笑』の「もしもシリーズ」風に製作された。
上記放送の宣伝を兼ね、通常のフィルムエストの動画として、平子（加賀美勲）と友近（三篠慶子）が、ワイドショー番組（前述の『2時です!ワイドスタジオ』）のインタビューに応じるという動画を同年7月23日に公開した。また、各放送直前には一部分だけを抜粋した動画を公開している。
今回放送される2話は、いずれも1993年に放送されたものの再放送という設定になっている。『呉村安太郎』の架空のファンページ「呉村人情帖」も制作されており、前述のスタッフ表示にこのページの製作者もクレジットされている。このサイトには（架空の）全タイトルが表示されており、実際に放送された2話同様に、2025年現在の世相・流行や、テレビ東京の番組などを取り入れたタイトルになっている（例：「悲しき犯人！古古古米を食う男」、「死体発見!! 池の水をぜんぶ抜いた女」）。
- 呉村以外のレギュラー出演者：小日向星一（「風早宏刑事」を演じる俳優「星野隆」役）、八木光太郎（「増田進刑事」を演じる俳優「谷津八郎」役）、長沢裕（「時川麗子婦警」を演じる女優「中林美香」役）、増田樹乃（呉村刑事の実の娘で、高校生の「呉村すみれ」を演じる「原田夕紀」役）
- 第1話「殺人フードデリバリー!! 団地妻の秘密」（2025年8月12日放送） - 主な出演者：ファーストサマーウイカ（「根岸つぐみ」を演じる女優「夏井美佐子」役）、大川泰雅（「佐藤淳太」を演じる俳優「西口裕二」役）
- 第2話「闇バイトが殺される!! 復讐のニセ老婆」（2025年8月19日放送） - 主な出演者：前原瑞樹（「久松亨」を演じる俳優「前畑亮平」役）、福地涼（「冨山直哉」を演じる俳優「大本涼介」役）

## メンバー
西井 紘輝（にしい ひろき）
1994年12月、兵庫県神戸市生まれ。関西大学社会学部卒業。本業はテレビ朝日映像社員である。10歳から映像制作を始める。大学ではメディアについて学び、制作した映像をYouTubeやTwitterで公開していた。作品の大半はナレーションも兼任しており、ピッチを変えることで声色も変えているのが特徴。
生まれて1ヶ月の頃に、阪神・淡路大震災に遭っている。そのとき、西井の父親が被災状況などをホームビデオで撮影しており、その映像の一部が、震災から30年が経過した2025年1月17日に公開されている。
テレビ朝日映像での本業は元々報道記者であったが、前述の『道後ストリップ嬢連続殺人』に携わっていた時期は1年間休職して対応した。その後報道記者は退任し、テレビ朝日映像の事業の1つとしてフィルムエストの活動を行っている。
秋山 功輝（あきやま こうき）
にしいの大学時代からの友人であり、リポーター役などで出演。架空の情報番組「リアルナイトかんさい」シリーズ動画でも中継リポーター役として出演し、「秋ちゃん」の愛称で呼ばれている。
秋山も元々はテレビ製作会社（共同テレビジョン）社員であったが、後に営業職に転身しており、本業の関係で出演頻度は減少している。特に2024年は、『道後ストリップ嬢連続殺人』では本編の出演はなく（本編終了後のCMに僅かに出演したのみ）、他でも後述する東北楽天ゴールデンイーグルスコラボで登場などに留まっている。

## 出演者
メンバーのにしいや秋山などに加え、前述のMBS福島アナなど、著名人が出演する作品も多数存在する。特に2024年以降の作品では、男性役で真山隼人、女性役で増田樹乃（玉川温泉所属の昭和風アイドル）が多くの作品に出演している。
※以下リストで、『架空名作劇場』の予告動画は複数あるため省略。
| 公開日             | 作品タイトル                                                                                | 出演                                                                      |
| ------------------ | ------------------------------------------------------------------------------------------- | ------------------------------------------------------------------------- |
| 2021年1月30日      | MBSニュースライン「タピオカ抜き注文殺到問題」                                               | 福島暢啓（MBSアナウンサー）                                               |
| 2023年6月9日〜17日 | 知りすぎた女シリーズ（全5回）                                                               | - 友近 - 真山隼人 - トニーフランク                                        |
| 2023年9月10日      | コロナ時代の到来を完ペキに予見した映画があった                                              | 松尾貴史                                                                  |
| 2023年9月29日      | 昭和の特撮ヒーロー「サラリーマン」予告編                                                    | - 冨士原圭希（RKBアナウンサー） - 別府あゆみ                              |
| 2024年5月4日       | バブル期の深夜シュールコント番組の雰囲気                                                    | あぁ〜しらき                                                              |
| 2024年5月11日      | 時空を乱しまくる丸山礼                                                                      | - 丸山礼 - 西寄ひがし                                                     |
| 2024年6月29日      | 水曜どうでしょうの元ネタ番組「水曜いかがでしょう」を発掘！？                                | - 藤村忠寿（HTBディレクター） - 嬉野雅道（HTBディレクター） - 真山隼人    |
| 2024年8月23日      | スポンジボブのニセ物「金たわし次郎」事件？（Paramount+とのコラボ）                          | - 真山隼人 - 増田樹乃                                                     |
| 2024年9月13日      | 友近さん＆モグライダー芝さんと“あの頃”っぽいサスペンスドラマを撮ってみた                    | - 友近 - 芝大輔（モグライダー） - 時東ぁみ - 大浦龍宇一 - 外波山文明 ほか |
| 2024年9月16日      | 昭和の「プロ野球ニュース」に楽天が存在する世界線（東北楽天ゴールデンイーグルスとのコラボ）  | 銀次（楽天OB）                                                            |
| 2024年10月7日      | 旧車イベントを90年代風に阪田マリンがリポートする                                            | 阪田マリン                                                                |
| 2024年12月6日      | 地面師たちに気をつけろ！（平成バブル期ver.）                                                | 五頭岳夫                                                                  |
| 2024年12月16日     | 貸金庫の金はどこへ？ 電話相談室                                                             | - 西寄ひがし - 増田樹乃                                                   |
| 2024年12月27日     | タイムスリップ先で仕方なく暮らすMBS前田アナ                                                 | - 前田春香（MBSアナウンサー） - 福島暢啓（MBSアナウンサー） ほか          |
| 2025年1月1日       | あぁ～しらきのネタ、昭和時代でも通用する説                                                  | - あぁ〜しらき - 福島暢啓（MBSアナウンサー） ほか                         |
| 2025年2月6日       | 鈍川温泉が〝当時〟すぎて素晴らしかったのでコマーシャルフィルムを撮影しました                | - 友近 - 増田樹乃（CM曲の歌唱）                                           |
| 2025年2月7日       | 住宅展示場で暮らす家族を描いた連続ドラマ『展示場の家にて』（BESSとのコラボ）                | - 加山徹 - 増田樹乃 ほか                                                  |
| 2025年4月18日      | 【もしも】「未来のシャワーヘッド」が昭和の世界で発売されたら...（花王「ビオレ」とのコラボ） | - 真山隼人 - 増田樹乃 - 夏来唯 ほか                                       |
| 2025年4月27日      | この中に有名人がいる                                                                        | - 小山慶一郎（NEWS） - 増田樹乃 ほか                                      |

作品によっては、役名（別名義）での出演となっているケースもある。